# Rutland
|  | Per a altres significats, vegeu «Rutland (desambiguació)». |

Rutland (pronunciat /ˈrʌtlənd/) és el comtat més petit d'Anglaterra. Limita al nord i a l'oest amb Leicestershire, al nord-est amb Lincolnshire, i al sud-oest amb Northamptonshire.
El lema del comtat és, en llatí Multum in Parvo perquè només té 29 km en la seva part més ampla i 27 km en la més estreta; és el quart en extensió del Regne Unit i el més petit d'Anglaterra. El més destacat del seu territori és un gran embassament anomenat Rutlant Waters que abasteix d'aigua potable les poblacions dels comtats de la rodalia. L'ambient és eminentment rural, amb només dues ciutats: Oakham, la capital, i Uppingham. Tenen un producte amb denominació d'origen protegida, la cervesa bitter. Administrativament només té un districte i això va fer que durant un temps al parlament es proposés fer-lo desaparèixer com a comtat i que quedés sota l'administració de Leicestershire. Hi ha diverses tradicions populars, una d'elles és la que explica la ferradura de l'escut heràldic.

## El nom
L'origen i el significat del nom d'aquest comtat no és clar. En la revista Notes and Queries de la Universitat d'Oxford, Harriot Tabor suggeria que el nom en realitat havia de ser Ruthland, procedent d'una part de l'antic regne d'Essex, que es deia Ruth, i que els habitants d'aquella regió eren anomenats Ruthlanders, paraula de la qual deriva el nom del comtat. En contra d'aquesta teoria es va argumentar que la paraula Rutland era anterior a la conquesta normanda. La primera vegada que el territori és esmentat, escrit amb la forma Roteland, és en el testament d'Eduard el Confessor. En el Domesday Book rep el nom de "el soke reial de Roteland", per tant encara no era un shire (comtat) com els altres comtats històrics anglesos. Durant el regnat de Joan sense Terra, Rutland és esmentat en el dot assignat a la reina Isabel per a la seva manutenció quan va passar a ser vídua.
En el Domesday Book, la part nord-oest del comtat era esmentada com una part annexa a Nottinghamshire; la part del sud-est era el wapentake de Wicelsea, pertanyent a Northamptonshire. La primera vegada que va ser esmentat com a conjunt va ser el 1159, però posteriorment i fins al segle xiv se l'anomenava Soke de Rutland. També s'ha fet servir el nom de Rutlandshire, però actualment l'únic nom acceptat és Rutland.
Segons una altra hipòtesi, Rutland podria derivar d'un terme en anglès antic hryþr o hrythr que volia dir «ramat» més el terme land «territori» i, en confirmació d'aquesta hipòtesi s'ha trobat escrit la paraula Ritelanede en un text del 1228. Tanmateix, segons alguns autors, el nom vol dir «les terres de Rota», probablement el nom d'algun cabdill anglosaxó. També s'ha dit que podria venir de l'anglès antic rot «alegre». Encara hi ha una altra interpretació, segons la qual el nom vol dir «la terra roja», aquesta suposició ve del fet que el nom col·loquial per als homes habitants d'aquest comtat és Raddle Man, («home rogenc»).

## Història

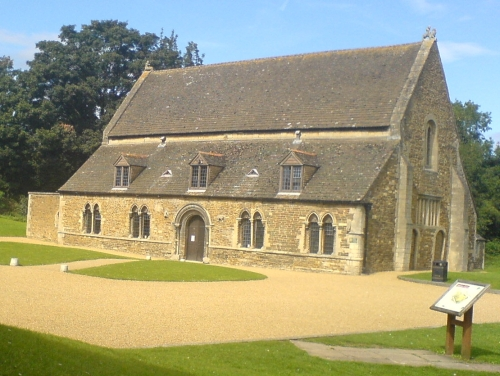
Castell d'Oakham.

El comte de Rutland va ser un títol concedits a la família Manners, senyors d'aquest comtat. El comte de Rutland (earl of Rutland) va ser ascendit a duc l'any 1703. La llar d'aquesta família no estava dins del comtat sinó al castell de Belvoir, a Leicestershire.
El càrrec de High Sheriff de Rutland es va crear el 1129 i va haver un Lord Lieutenant de Rutland des d'almenys el 1559.
Fins al segle xix el territori va estar organitzat en cinc hundreds: Alstoe, East, Martinsley, Oakham i Wrandike.
Rutland va estar inclosa en tres de les lleis per pal·liar la pobresa (poor laws) i millorar les condicions sanitàries (els anomenats districtes sanitaris RSD): una especialment per al municipi d'Oakham, i les següents per aplicar a Uppingham i a Stamford. En el registre censal de Rutland estaven inclosos els districtes sanitaris d'Oakham i Uppingham RSD més diverses parròquies de Leicestershire i Northamptonshire, però la part més oriental del districte de Stamford estava en el registre de Lincolnshire. L'any 1894, en compliment de la llei de governs locals, els districtes sanitaris es van reorganitzar per formar tres districtes rurals. El nou Districte Rural d'Oakham i el nou Districte Rural d'Uppingham només incloïa les parts dels antics districtes sanitaris que estaven dins del comtat de Rutland. Les dues parròquies de l'antic districte sanitari d'Oakham situades a Leicestershire van passar a ser el Districte Rural de Melton Mowbray; i les nou parròquies de l'antic districte rural d'Uppingham que estaven a Leicestershire van passar a ser el Districte Rural d'Hallaton; i les sis parròquies de l'antic districte d'Uppingham que estaven a Northamptonshire van passar a ser el Districte Rural de Gretton Rural. L'antic districte sanitari de Stamford, amb territoris dins de Rutland, va passar a dir-se Districte Rural de Ketton. El Districte Urbà d'Oakham es va crear el 1911 amb el territori anteriorment anomenat Districte Rural d'Oakham, però va ser abolit el 1974.

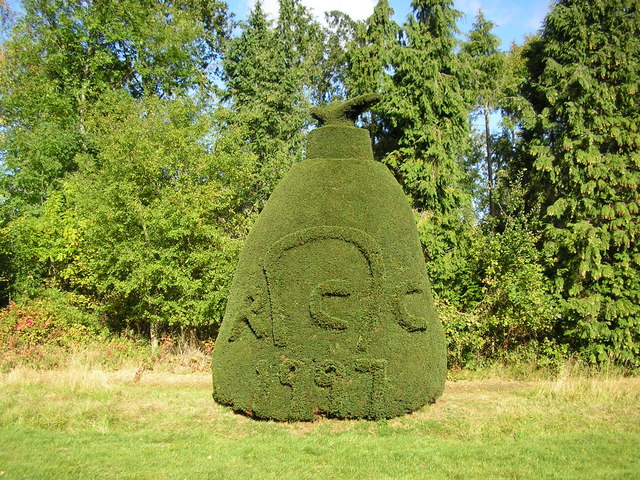
Escultura vegetal feta a Clipsham per celebrar la independència de Rutland.

Rutland va quedar inclòs en l'àrea sotmesa a revisió dels Midlands de l'Est, Comissió de Governs Locals d'Anglaterra 1958–67. En la proposta que va elaborar aquesta comissió es deia que Rutland havia de desaparèixer i el seu territori dividir-se en el Districte Rural de Ketton, que juntament amb Stamford haurien de passar a ser administrats pel comtat de Cambridgeshire, mentre que la part occidental passaria al comtat de Leicestershire. La decisió final no va ser tan radical i, en comptes d'això, es va proposar que Rutland fos un comtat amb un sol districte rural, pertanyent administrativament al comtat de Leicestershire.
Aquest estat només va durar des del 1972 fins l'1 d'abril del 1974. De seguida es va proposar que el districte no metropolità de Rutland havia d'estar equiparat amb el de Melton. La implementació d'aquesta proposta va fer de Rutland una mena d'estat aïllat, un districte no metropolità amb una població que superava els 40.000 habitants.
L'any 1994, la Comissió de Governs Locals d'Anglaterra va fer una altra revisió i va recomanar que Rutland esdevingués una autoritat unitària. Això es va portar a la pràctica l'1 d'abril del 1997, i a més va recuperar la figura del Lord Liutenant característica dels comtats cerimonials, i va recuperar el control sobre serveis com l'educació i l'assistència social.
El servei de correus, el Royal Mail, va incloure les poblacions de Rutland dins del districte postal de Leicestershire el 1974. Després d'una extensa i ben organitzada campanya, correus va acceptar crear un codi postal per a Rutland l'any 2007. Això va quedar anul·lat el gener del 2008 quan es va canviar el districte postal de Rutland pel de la ciutat d'Oakham (LE15) i una petita part de Market Harborough (LE16).
El districte no metropolità de Rutland està gestionat pel consell del comtat i té 16 wards o divisions electorals. Hi ha 26 membres que formen part del consell del comtat.

## Geografia

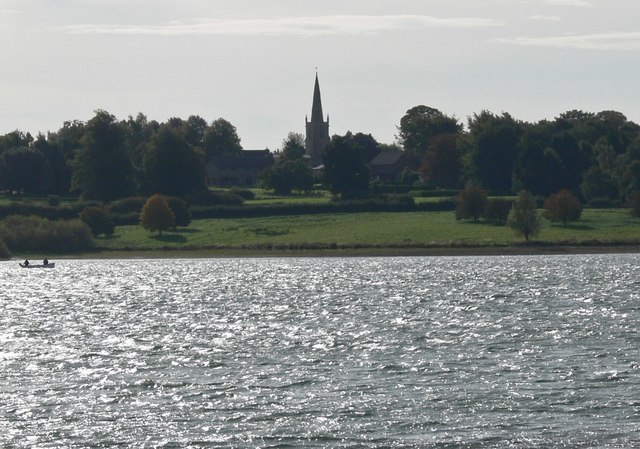
L'embassament de Rutlant i la vila d'Edith Weston al fons.

Hi ha un tipus de formació geològica que porta el nom d'aquest comtat perquè és característica d'aquesta zona. La formació rutland consisteix en fang i sorra que va ser arrossegada per rius i es presenta en franges de diferents colors, cadascuna amb diverses conquilles de fòssils en la part baixa. En el darrer estrat de la formació rutland hi ha un llit de dipòsits on dominen els llims sorrencs. Per sota de la formació rutland hi ha un altre tipus de formació geològica anomenada pedra calcària de Lincolnshire. On millor es poden observar aquests dos tipus de formacions és a la pedrera Ketton Cement Works, que està als afores de Ketton.
El principal accident geogràfic del comtat és el Rutland Water, un gran llac artificial que anteriorment es deia Empingham Reservoir i ocupa una àrea de 13 km². Està al mig del comtat i gairebé es troba seccionat en dos per un llarg braç de terra. Els rius que aboquen aigua a aquest llac són: el Gwash, el Welland i el Nene. La banda oest ocupa la vall de Catmose. Aquest embassament, quan s'estava construint l'any 1971, va ser el més gran d'Europa d'aquest tipus; les obres van estar enllestides el 1975 i omplir el llac va portar quatre anys més. Actualment és la principal atracció turística del comtat.
El punt més elevat de Rutland és a Flitteris Park, una antiga reserva per a cérvols reconvertida en granja, que està a 197 msnm. El lloc més baix està en unes terres de conreu a prop de Belmesthorpe, que estan a 17 msnm.
Altres rius que recorren el comtat són: el Chater i l'Eye Brook, afluents del Welland.

## Poblacions

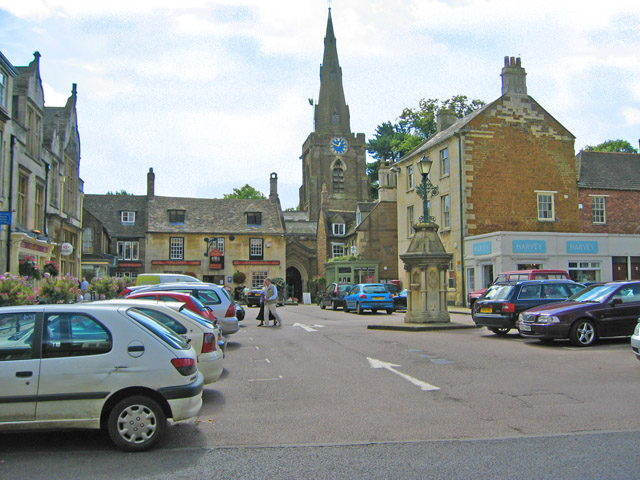
Uppingham

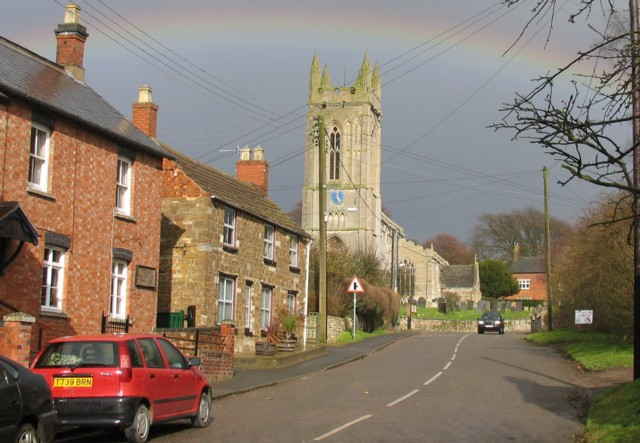
Wissendine

La següent llista són les poblacions amb més habitants segons el cens del 2011. La majoria són poblacions petites Les cases rurals dels pobles de Rutland (en anglès cottages) tenen un tipus de construcció propi: estan fetes de pedra, algunes tenen teulades de palla o de pissarra anomenada Collyweston stone, i poten elements de ferro.
- Oakham (10.922 hab)
- Uppingham (4.745 hab)
- Ketton (1.926 hab)
- Ryhall (1.459 hab)
- Langham (1.371 hab)
- Whissendine (1.273 hab)
- Cottesmore (1.067 hab)
- Empingham (880 hab)
- Edith Weston (818 hab)
- North Luffenham (679 hab)
- Greetham (638 hab)
- Exton (607 hab)

## Economia

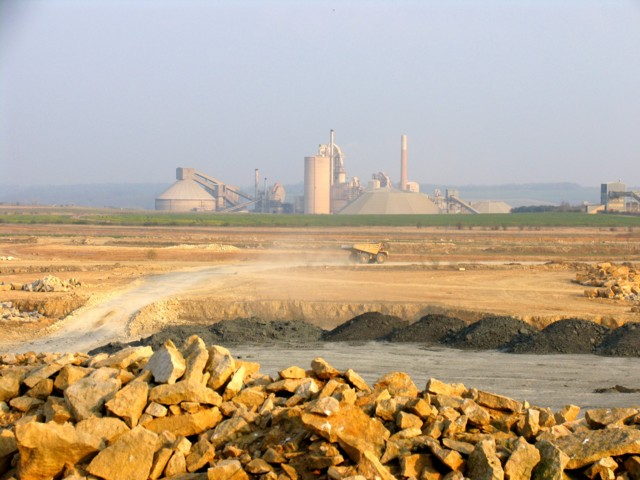
Ketton Cement Works

Segons l'estudi censal del 2011 a Rutland hi ha unes 17.000 persones en edat de treballar, de les quals el 30,8% ocupen llocs en els àmbits de l'administració, l'educació i la salut; en segon lloc hi ha un 29,7% que treballen en transports, logística, hotels i restaurants; i un 16.7% en fàbriques. Les empreses amb més treballadors són: Lands' End (botigues de roba) situada Oakham, i Ketton Cement Works (materials de construcció). Altres llocs d'ocupació importants al comtat són: el Ministeri de Defensa, a les bases de Kendrew Barracks i St George's Barracks; dues escoles públiques la d'Oakham i la d'Uppingham; i una presó a Stocken. La presó d'Ashwell va tancar el març del 2011 després d'unes revoltes dels interns, però el consell del comtat va comprar l'edifici i ara és un viver d'empreses anomenat Oakham Enterprise Park. Al comtat hi havia una mina de ferro que subministrava la matèria primera a la foneria de Corby, però va tancar entre la dècada del 1960 i començaments del 1970, poc després de la famosa "manifestació de Sundew", que va ser una caminada des de Exton fins a Corby acompanyats d'una excavadora "Sundew". L'agricultura es dedica al conreu del blat, aprofitant unes terres molt fèrtils. El turisme continua creixent.
La companyia cervesera Ruddles Brewery va ser la principal empresa de Langham fins que va tancar el 1997. La Rutland bitter és un dels tres tipus de cervesa del Regne Unit que està protegida mitjançant reconeixement geogràfic. Aquest reconeixement va arribar una mica tard i el senyor Greene King, propietari de Ruddles Brewery no va poder evitar el tancament de l'empresa. Això no obstant, el 2010 la companyia Grainstore Brewery va començar a produir Rutland bitter, a la seva fàbrica d'Oakham.
De les 354 àrees pobres d'Anglaterra, Rutland ocupa el lloc número 348, on el número 1 és el districte més deprimit.
La següent taula indica l'evolució del producte interior brut desglossat per sectors, amb valors expressats en milions de lliures esterlines. La suma dels valorss parcials pot no coincidir amb el valor total degut als arrodoniments.
| any  | valor afegit brut regional | sector primari | sector secundari | sector terciari |
| ---- | -------------------------- | -------------- | ---------------- | --------------- |
| 1995 | 6.666                      | 145            | 2.763            | 3.758           |
| 2000 | 7.813                      | 112            | 2.861            | 4.840           |
| 2003 | 9.509                      | 142            | 3.045            | 6.321           |

## Tradicions i curiositats

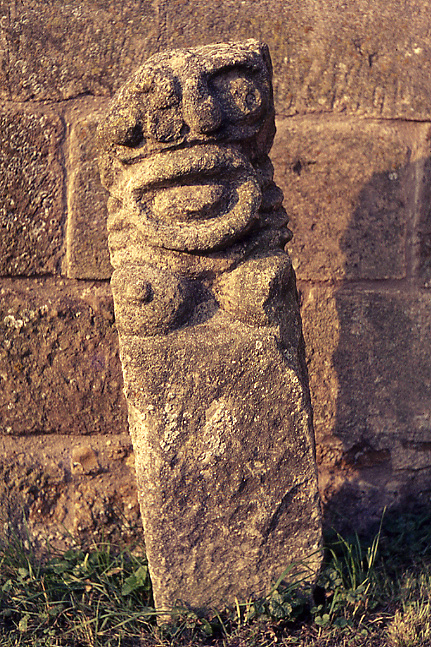
Misteriosa figura trobada a Braunston.

Rutland té diverses tradicions històriques. A la població de Whissendine se segueix una antiga tradició per decidir anualment qui traurà profit d'unes terres de pasturatge anomenades Banks: els propietaris de ramats que volen optar es presenten un dia de la tercera setmana de març, encenen una espelma que té una agulla clavada, l'espelma la van passant de mà en mà mentre es va consumint la cera fins que a un ramader li cau l'agulla a la mà i aquest serà el beneficiari de les pastures.
A la vila de Barrowden hi ha la tradició de collir joncs i canyes i posar-les al terra de l'església el dia de sant Pere.
A Oakham hi ha la tradició que, quan una persona de la noblesa passa per aquesta ciutat ha de deixar una ferradura de cavall. Aquest costum està representat en l'escut heràldic del comtat.
A Braunston-in-Rutland es va trobar el 1920, quan excavaven en la zona dels esglaons de la porta de l'església per fer uns arranjaments, una estranya figura femenina esculpida en pedra. No se sap si és anterior a la construcció de l'església o si era un element arquitectònic decoratiu que va caure. Alguns creuen que podria haver-se fet amb intenció apotropaica, i que seria la representació d'una antiga deessa, de fet té trets facials semblants en estil als de la figura irlandesa Sheela na gig, però sense genitals.
A South Luffenham hi ha uns túnels que es creu que es van fer servir de presó. Aquests túnels van des de l'església fins a un rierol anomenat Foss i comuniquen també amb el lloc on estava l'antic ajuntament (actualment camp de Bellamy). Un vilatà hi va entrar l'any 1912 per recuperar el seu gos que s'havia ficat dins. Va dir que el túnel té cinc peus d'alçada i està a deu peus de profunditat, tot fet de pedra bastament picada. Després de caminar 5 m en direcció cap a l'ajuntament va tornar enrere perquè l'accés s'estretia amb cúmuls de pedra. La gent dona diverses hipòtesis per explicar això: alguns creuen que el munt de pedres pot ser part de l'antic ajuntament derruït, altres diuen que podria ser una antiga nevera que es va esfondrar, altres diuen que els pastors de vegades perdien algun animal que s'escolava pel aquest forat d'entrada als túnels i, per evitar que tornés a passar, el van tapar amb pedres.
El 2020, un pagès local va trobar un important mosaic romà de més de 1.600 anys, enterrat sota un camp de blat.